# Dette d'extinction
Le concept écologique de dette d’extinction prédit les extinctions futures d'espèces en raison d'événements passés. Dans le domaine de la biologie de la conservation, deux notions opposées de dette d’extinction et de crédit de colonisation ont été proposées par D. Tilmann dans les années 1990 pour décrire ces deux situations discrètes et potentiellement fréquentes, où un observateur peut avoir une impression tout à fait fausse de bon état écologique dans le premier cas ou au contraire, d'une situation irrémédiablement dégradée alors que ce n'est peut-être pas le cas.
Ces biais résultent d'une mauvaise prise en compte de la temporalité écologique ou de l'absence de prise en compte de facteurs tendanciels influant sur cette temporalité. Ces facteurs peuvent être intrinsèques au milieu considéré ou d'origine externe (forcage climatique lié aux modifications climatiques par exemple ou à des facteurs comme la surexploitation de ressources naturelles).

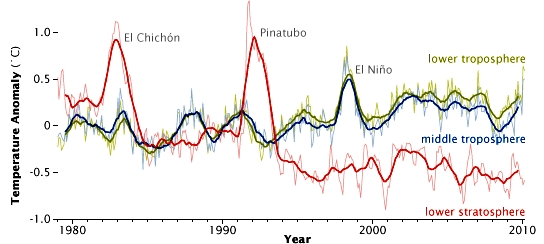
Variations de température des couches atmosphériques (par Microwave Sounding Unit, imagerie des satellites de la NASA) : El Chichón et Pinatubo correspondent à deux éruptions volcaniques, El Niño est un phénomène climatique périodique, océanique.

## Les causes des extinctions
- fragmentation des habitats,
- pollutions,

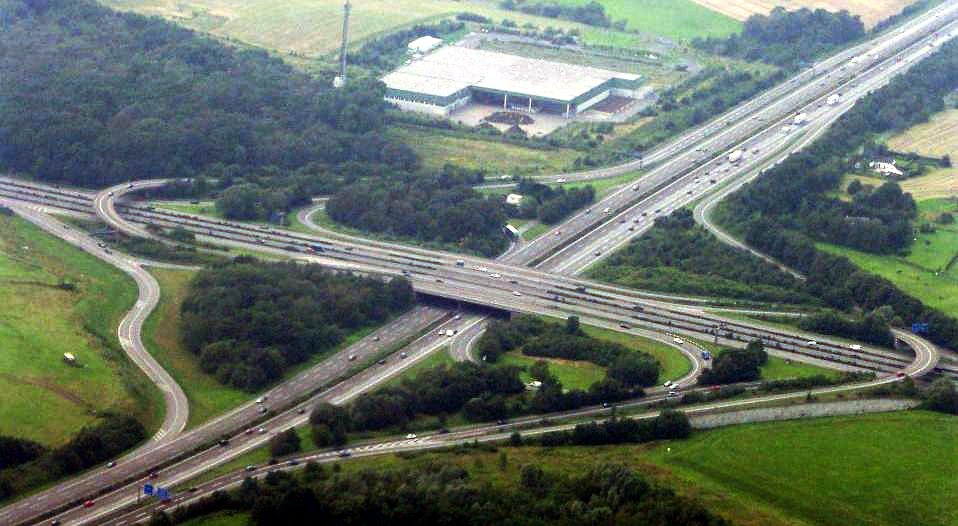
Exemple de fragmentation écopaysagère : le réseau autoroutier allemand

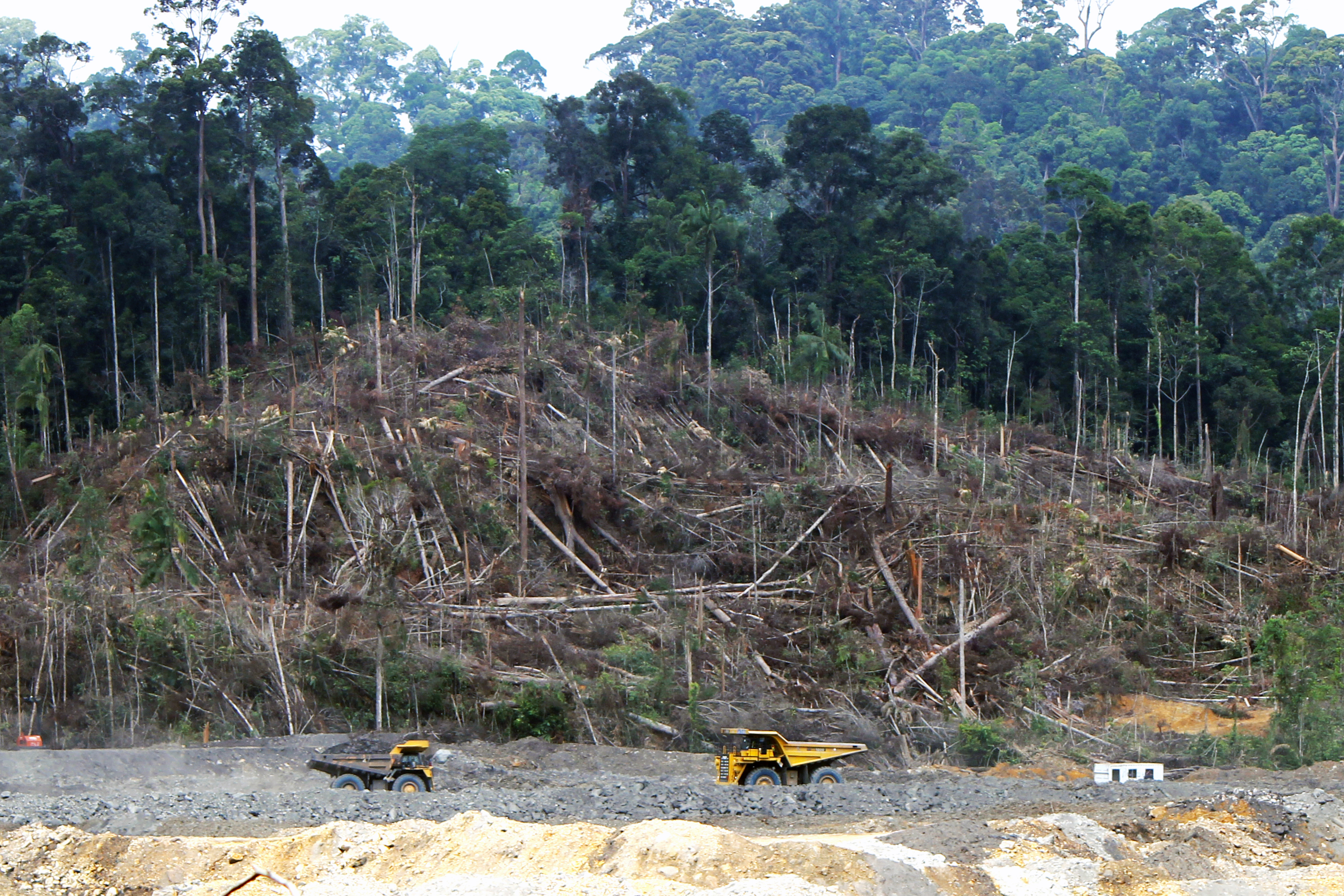
Déforestation en Indonésie

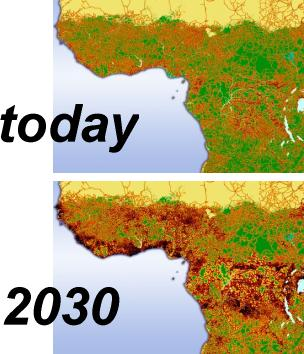
Scénarios prospectifs issus d'une étude visant à réduire la fragmentation écologique de l'habitat des grands singes en Afrique centrale, 2002-2032 (Cartographie H. Ahlenius, du PNUE / GRID-Arendal)

- perturbations des réseaux écologiques,
- modifications climatiques rapides.

## Lesenjeux
Cette situation - si elle n'est pas comprise et si elle n'est pas corrigée par l'observateur du milieu naturel ou semi-naturel considéré - peut :
- fausser l'évaluation environnementale de l'état du milieu ou d'une espèce ou de groupes d'espèces de ce milieu ;
- fausser les évaluations d'écopotentialité ;
- fausser certaines études prospectives ;
- induire de graves biais d'interprétation, susceptibles de pousser un propriétaire ou un gestionnaire de bonne foi à des erreurs de gestion d'entretien ou de gestion restauratoire pouvant être fatales pour des espèces menacées ou des habitats menacés.

Cette situation peut être aggravée par une situation de piège écologique.

## Explications
L'erreur vient du fait que l'on oublie de tenir compte - dans ce cas - que certaines espèces répondent avec une forte inertie (dans l'espace et/ou dans le temps) à certaines modifications environnementales, alors même que dans le même écosystème d'autres espèces peuvent y répondre très vite. 

### La «dette d'extinction[4]»
C'est une situation qui concerne surtout des environnements dégradés, et/ou écologiquement fragmentés ou insularisés, ou des situations de disparition de pollinisateurs.
Par exemple, des exemplaires d'une plante très longévive (comme Welwitschia mirabilis ou Agathis australis) peuvent persister des décennies voire des siècles, même si son unique pollinisateur a disparu ou, si une espèce associée indispensable à sa survie a disparu (comme certaines graines d'arbres ne germent qu'après être passées dans le tube digestif d'un herbivore particulier, un éléphant ou un tapir par exemple). 
De même une espèce capable de se cloner peut persister très longtemps dans un environnement où elle trouve encore de bonnes conditions, mais au détriment de la diversité génétique de sa population. Cette population pourrait alors ensuite - dans son ensemble - subir les conséquences négatives de l'introduction d'un prédateur ou d'un pathogène introduit ou muté auxquels elle serait physiquement ou génétiquement vulnérable. 
Cette situation peut conduire à gravement sous-estimer la régression de la biodiversité ,.
De tels biais semblent potentiellement fréquents et aggravés dans les situations de piège écologique ou de puits écologique, qui peuvent littéralement cacher à l'observateur local la réalité d'une extinction. On peut même ainsi - à tort - prendre pour de la résilience écologique, ce qui n'est qu'un délai inertiel précédent l'extinction d'une espèce.

### Le «crédit de colonisation»[4]
« À l’inverse, lorsque la situation spatiale d’un fragment d’habitat est « améliorée » (restauration par augmentation de la surface ou de la connectivité), un crédit de colonisation peut être observé et est défini comme le nombre d’espèces dont une colonisation future est attendue » ,.
Dans ce cas, le risque est au contraire de sous-estimer le potentiel de recolonisation d'un milieu par une espèce, ou de confortement du milieu par une population dont la dynamique démographique est "lente". Cette incompréhension peut freiner ou faire stopper des actions de restauration de milieu ou de connectivité écologique, qui pourraient - plus tardivement, mais réellement - être couronnée de succès le potentiel de recolonisation (« crédit de colonisation ». 
Étant donné la grande complexité des systèmes écologiques et le manque de connaissance sur les seuils entrainant l'extinction d'une espèce, d'une communauté ou d'une métapopulation, il est souvent difficile voire impossible de savoir avec certitude si l'on est dans cette situation.

## La détection des processus

### Modélisation et confirmations
Tous les organismes vivants interagissent, principalement avec leurs voisins, mais en raison des différences de composition, de dispersion et de mortalité des composants des communautés, ces relations de voisinage sont très variables. Au cours de la fin du XXe siècle, les écologues ont mis en évidence que la structure spatiale créée par ces forces influencent profondément la dynamique, la composition et la biodiversité des communautés.
Selon D. Tilman, , entre autres, la destruction des habitats est la principale cause des extinctions d'espèces. Les espèces dominantes sont souvent considérées comme protégées de cette menace en raison de leur abondance dans les portions d'habitats demeurées intactes malgré les destructions ou altérations. Le modèle de D. Tilman montre la coexistence de plusieurs relations espèces-habitats  inégales et prédit que leur abondance peut être éphémère. Une destruction des habitats même modérée peut provoquer l'extinction de l'espèce dominante dans des parcelles relictuelles. L'extinction d'autres espèces est  ainsi entraînée.  Plus un habitat est fragmenté, plus grand est le nombre d'extinctions causées par une destruction supplémentaire. Les extinctions se généralisent après la fragmentation, ceci représente une dette sur l'avenir écologique des habitats actuels.
À la suite de l'article de D. Tilman (1994) dans la revue Nature, C. Loehle et B.-L. Li, deux chercheurs nord-américains ont voulu tester l'hypothèse de D. Tilman par la modélisation (simulation et analyse) à différentes échelles spatiales. 

Ils ont conclu que l'application du modèle analytique à des situations réelles (dévégétalisation, pollution, perturbations spatialement aléatoirement répétées) révélait effectivement une extinction plus sévère encore que la dette en vigueur. Pour les grands massifs forestiers, « les hypothèses du modèle sont violés, mais une dette d'extinction se produit néanmoins en raison de l'élimination graduelle stochastique des espèces qui sont très rares et isolés dans ces fragments ». Les auteurs concluent « que l'effet "dette d'extinction" est réel et qu'il se pose en trois modèles différents » (selon l'échelle, locale, moyenne ou régionale considérée) mais que « le passage de la modélisation aux questions de conservation dans le monde réel doit être fait avec soin ».